# Sitolu Banua (Lahewa)
Sitolu Banua is een bestuurslaag in het regentschap Nias Utara van de provincie Noord-Sumatra, Indonesië. Sitolu Banua telt 872 inwoners (volkstelling 2010).